# Улица Георгия Ахвледиани
Улица Георгия Ахвледиани (груз. გიორგი ახვლედიანის ქუჩა) — улица в Тбилиси, в районе Вера, от улицы Михаила Джавахишвили до улицы Нико Николадзе.
Один из гастрономических маршрутов и не только по Тбилиси. Городские власти борются с вывесками не на грузинском языке.

## История
Возникла во второй половине XIX века. На карте города 1887 года обозначена как новая улица, первоначально — Малая Коргановская, позже переименована в Анастасьевскую (1901—1918), в честь Анастасии — дочери российского императора Николая II. Под этим названием она внесена в список улиц, составленный Тифлисской управой в 1903 году.
В 1923 году улицу советские власти переименовали улицу в честь русской революционерки Софьи Перовской (1853—1881).
Современное название, с 1990 года, в честь грузинского советского учёного-лингвиста академика АН Грузинской ССР Георгия Ахвледиани (1887—1973).

## Достопримечательности

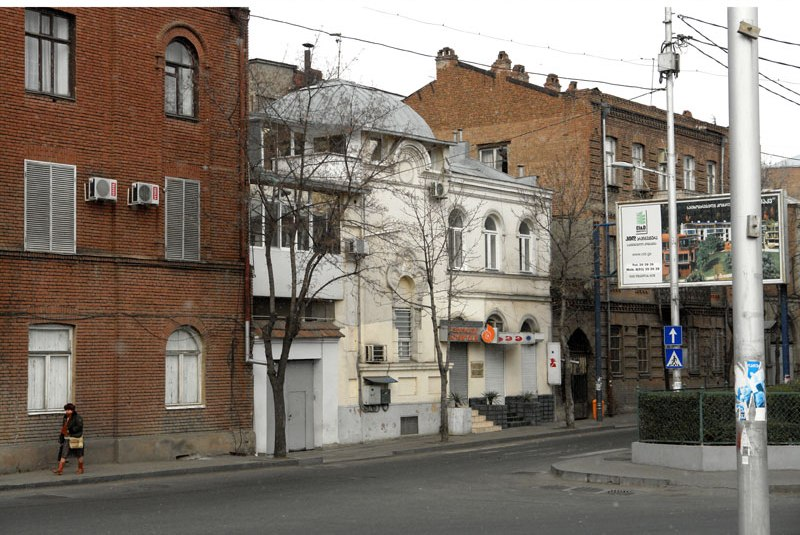
д. 4

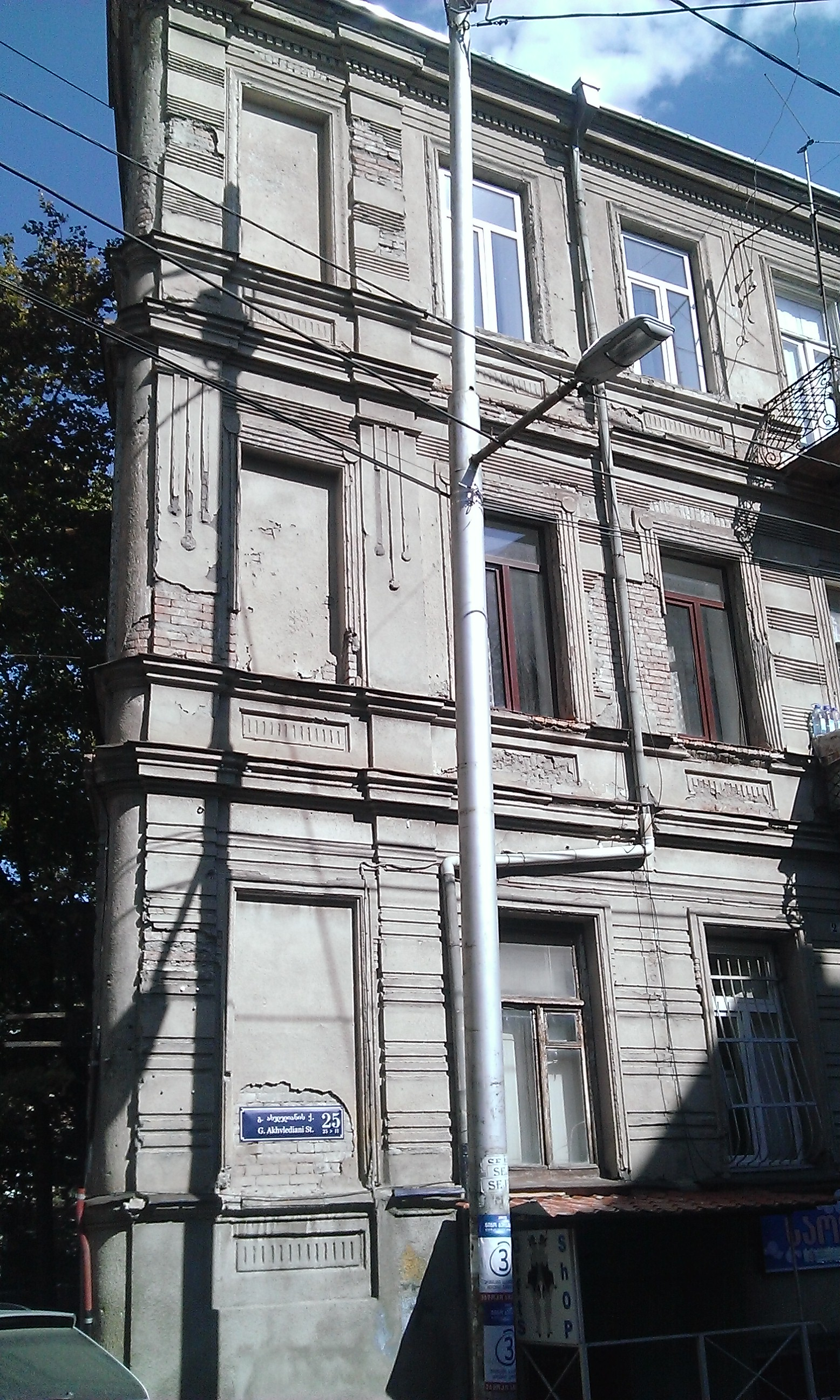
д. 25

д. 4 — бывшая грузинская православная церковь Евстафия Мцхетского (1870-е годы), в 1923 году перестроена в жилой дом.
д. 25/2 — бывшая 4-я женская гимназия

## Известные жители
д. 2 — композитор Мелитон Баланчивадзе (отец Георгия Баланчина, мемориальная доска).
д. 10 — Родион Коркия. С 1941 года в квартире Р. Коркия жил эвакуированный с началом Великой Отечественной войны в Тбилиси В. В. Вересаев.